# ماثيو فوي
ماثيو فوي (بالإنجليزية: Matthew Foy)‏ هو لاعب كرة قدم بريطاني في مركز الهجوم، ولد في 2 نوفمبر 1998 في كامبريدج في المملكة المتحدة. لعب مع كامبريدج يونايتد.

## وصلات خارجية
- ماثيو فوي على موقع قاعدة بيانات كرة القدم.إي يو (الإنجليزية)
- ماثيو فوي على موقع Soccerbase.com (لاعب) (الإنجليزية)
- ماثيو فوي على موقع Soccerway.com (الإنجليزية)